# NGC 2072
NGC 2072 je otvoreni skup u zviježđu Stolu. 

## Vanjske poveznice
- SEDS: NGC 2072